# Telebasis boomsmae
Telebasis boomsmae là một loài chuồn chuồn kim trong họ Coenagrionidae.
Telebasis boomsmae được miêu tả khoa học năm 1994 bởi Garrison.